# Inertial Upper Stage
Inertial Upper Stage (IUS) är en tvåstegs fastbränsleraket som utvecklades av Boeing och United Technologies för USA:s flygvapen, för att användas tillsammans med Titan-raketer eller med rymdfärjan, placera spionsatelliter i omloppsbana runt jorden. Första gången IUS användes var 1982 tillsammans med en Titan-raket. Den gjorde sin sista flygning 2004.

## Civilt bruk
NASA använde raketen i kombination med rymdfärja, för att placera ett antal kommunikationssatelliter i omloppsbana runt jorden.
Man använde den även för att skjuta upp rymdsonderna Magellan, Galileo, Ulysses och rymdteleskopet Chandra.

## Design
Raketen bestod av två fastbränsle steg, båda med styrbar dysa. Det andra steget hade även ett vätskebaserat styrsystem för attitydkontroll, drivet av hydrazin.

## Flygningar
| Uppskjutning      | Uppskjutnings farkost | Last                 | Anmärkning |
| ----------------- | --------------------- | -------------------- | --- |
| 30 oktober 1982   | Titan 34D             | DSCS II F-16/III A-1 | |
| 4 april 1983      | STS-6                 | TDRS-1 (TDRS-A)      | Kommunikationssatellit Andra steget började tumla, vilket ledde till att satelliten hamnade i fel omloppsbana. Satelliten kunde senare korrigera sin omloppsbana. |
| 24 januari 1985   | STS-51-C              | USA-8                | |
| 3 oktober 1985    | STS-51-J              | USA-11/12 (DSCS)     | |
| 28 januari 1986   | STS-51-L              | TDRS-B               | Kommunikationssatellit Förstörd då Challenger exploderade. |
| 29 september 1988 | STS-26                | TDRS-3 (TDRS-C)      | Kommunikationssatellit |
| 13 mars 1989      | STS-29                | TDRS-4 (TDRS-D)      | Kommunikationssatellit |
| 4 maj 1989        | STS-30                | Magellan             | Rymdsond till Venus |
| 14 juni 1989      | Titan IV              | USA-39               | |
| 18 oktober 1989   | STS-34                | Galileo              | Rymdsond till Jupiter |
| 23 november 1989  | STS-33                | USA-48               | |
| 6 oktober 1990    | STS-41                | Ulysses              | Rymdsond till Solen. Raketen användes i kombination med en Payload Assist Module                                                                                  |
| 13 november 1990  | Titan IV              | USA-65               | |
| 2 augusti 1991    | STS-43                | TDRS-5 (TDRS-E)      | Kommunikationssatellit |
| 24 november 1991  | STS-44                | USA-75               | |
| 13 januari 1993   | STS-54                | TDRS-6 (TDRS-F)      | Kommunikationssatellit |
| 22 december 1994  | Titan IV              | USA-107              | |
| 13 juli 1995      | STS-70                | TDRS-7 (TDRS-G)      | Kommunikationssatellit |
| 23 februari 1997  | Titan IV              | USA-130              | |
| 9 april 1999      | Titan IV              | USA-142              | Misslyckad separation av första steget. |
| 23 juli 1999      | STS-93                | Chandra              | Ett röntgen teleskop |
| 8 maj 2000        | Titan IV              | USA-149              | |
| 6 augusti 2001    | Titan IV              | USA-159              | |
| 14 februari 2004  | Titan IV              | USA-176              | |